# 스피티흐네프 1세

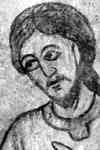
스피티흐네프 1세

스피티흐네프 1세(체코어: Spytihněv I., 875년경 ~ 915년)는 보헤미아의 공작(재위: 894년 ~ 915년)이다.

## 생애
보르지보이 1세 공작과 그의 아내인 루드밀라(Ludmila)의 아들이며 브라티슬라프 1세 공작의 형이다. 889년 보르지보이 1세 공작이 사망한 뒤부터 모라바의 국왕인 스바토플루크 1세(Svatopluk I)가 보헤미아에 대한 종주권을 행사했다.
894년 스바토플루크 1세(Svatopluk I)가 사망한 뒤부터 스바토플루크 1세의 아들인 모이미르 2세(Mojmír II), 스바토플루크 2세(Svatopluk II)와 경쟁한 끝에 보헤미아의 공작으로 즉위했다. 895년에는 레겐스부르크에서 열린 신성 로마 제국의 제국회의에서 동프랑크 왕국의 국왕이었던 아르눌프 폰 케른텐을 만났다.
898년에는 바이에른 변경백을 역임하고 있던 루이트폴트(Luitpold)와 동맹 관계를 수립하면서 당시 유럽에서 세력을 확장하고 있던 헝가리에 대항했다. 또한 보헤미아에 카롤링거 왕조의 문화를 전파하여 보헤미아의 로마 가톨릭교회 문화를 확립했다. 그의 공작위는 브라티슬라프 1세가 승계받았다.
| 전임 보르지보이 1세 | 보헤미아의 공작 894년 ~ 915년 | 후임 브라티슬라프 1세 |